# Balança de Kibble

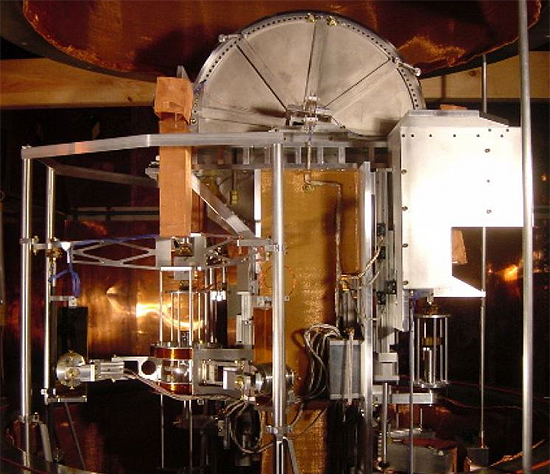
Balança de watt del National Institute of Standards and Technology (NIST) dels Estats Units.

La balança de Kibble o balança de watt és un instrument de mesura de masses electromecànic que mesura la massa d'un objecte de forma molt precisa mitjançant la mesura de la força d'un corrent elèctric dintre d'un camp magnètic i d'una tensió elèctrica induïda en un conductor en moviment dintre d'un camp magnètic.
El disseny d'aquest tipus de balança fou ideat el 1975 per Bryan Peter Kibble del National Physical Laboratory (NPL) del Regne Unit. La primera balança, anomenada Mark I, fou construïda pel mateix Kibble i per Ian Robinson. D'altres centres de metrologia estan desenvolupant-ne amb l'objectiu de proporcionar una nova definició de la unitat de massa, el quilogram, sobre la base d'unitats electròniques.
L'any 2016, a la vint-i-dosena reunió del Comitè Consultiu per les Unitats, del Comitè Internacional de Pesos i Mesures, es va decidir que la balança de watt passaria a denominar-se balança de Kibble en honor del seu inventor.
Les magnituds elèctriques a la balança de watt es mesuren utilitzant els efectes quàntics macroscòpics: l'efecte Josephson per a la tensió elèctrica, i l'efecte Hall quàntic per a la resistència elèctrica. Aquests dos efectes vinculen, de manera diferent, aquestes magnituds elèctriques a dues constants fonamentals: la càrrega elèctrica elemental, {\textstyle e}, i la constant de Planck, {\textstyle h}. La balança de watt pot mesurar la unitat SI d'energia elèctrica i, mitjançant l'ús dels efectes de Josephson i Hall quàntic, determinar la constant de Planck, en termes de les unitats bàsiques del SI de massa, longitud i temps.

## Mètode experimental

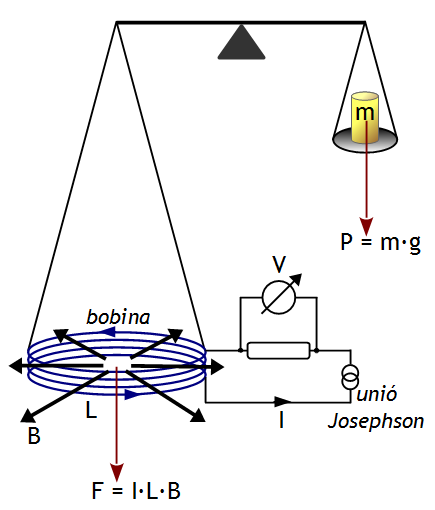
Configuració de la balança per a la mesura de la pesada.

L'experiment consisteix en dues parts: la pesada i l'experiment en moviment.

### La pesada
En la part experimental de la pesada, una massa {\textstyle m} coneguda i una bobina són suspeses en ambdós braços d'una balança. La bobina, de longitud {\textstyle L}, se situa en una zona on s'hi crea un camp magnètic d'intensitat {\textstyle B}, generalment radial. La força gravitatòria, el pes, {\textstyle mg}, actua sobre la massa {\textstyle m} per avall, la qual cosa desequilibra la balança i fa que la bobina, situada a l'altre braç de la balança, tengui tendència a elevar-se. Hom pot equilibrar la balança si es fa circular un corrent elèctric {\textstyle I_{1}}per la bobina, amb la qual cosa es produeix una força d'intensitat:
{\displaystyle F=-I_{1}{\frac {\partial \phi }{\partial z}}}
on {\textstyle \phi } és el flux magnètic.
En el cas d'una bobina circular de longitud {\textstyle L}, situada horitzontalment en una zona on hi ha un camp magnètic radial, l'expressió anterior es redueix a {\textstyle F=I_{1}LB}. I a l'equilibri es compleix l'equació:
{\displaystyle mg=I_{1}LB}

### L'experiment en moviment

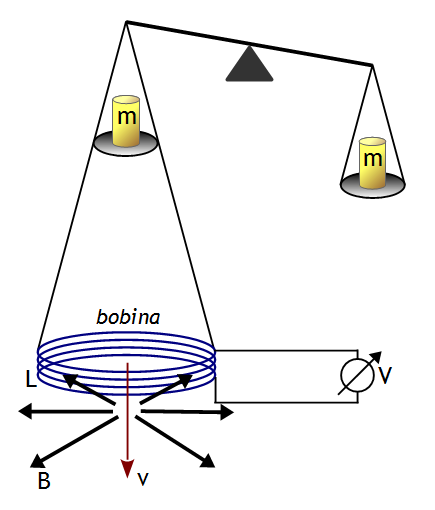
Configuració de la balança per a la mesura en moviment.

En aquesta part de l'experiment la bobina es mou verticalment amb una velocitat {\textstyle v} dins el mateix camp magnètic {\textstyle B} de l'experiment de la pesada. S'origina així a la bobina un corrent elèctric induït, i una diferència de potencial entre els seus extrems {\textstyle V_{2}}, que es pot mesurar. I es compleix que aquesta diferència de potencial ve donada per la llei de Faraday:, que es pot posar en funció de la velocitat en la direcció vertical {\textstyle v_{z}}:
{\displaystyle V_{2}=-{\frac {\partial \phi }{\partial t}}=-{\frac {\partial \phi }{\partial z}}{\frac {\partial z}{\partial t}}=-v_{z}{\frac {\partial \phi }{\partial z}}}
on {\textstyle \phi } és el flux magnètic.
En el cas d'una bobina horitzontal i d'un camp magnètic radial, l'expressió anterior se simplifica a:
{\displaystyle V_{2}=BLv_{z}}
Com que en ambdós experiments no s'ha canviat de bobina ni de camp magnètic, el producte {\textstyle BL} és constant i es pot eliminar entre ambdues equacions, quedant:
{\displaystyle mgv_{z}=I_{1}V_{2}}
Aquesta expressió mostra una potència mecànica a la banda esquerra i una potència elèctrica en el costat dret. Això explica el nom de la balança, ja que el watt és la unitat de potència en el Sistema Internacional. És important entendre que ambdós tipus de potències són només "virtuals", en el sentit que no apareixen en una de les fases individuals de l'experiment. En el cas de l'energia elèctrica, la tensió es mesura en l'experiment en moviment, i el corrent en l'experiment de pesatge.

## Determinació de la constant de Planck
Per establir un vincle entre el valor macroscòpic de la massa i la constant de Planck, el voltatge i el corrent elèctric es mesuren mitjançant l'ús de dos fenòmens quàntics macroscòpics, l'efecte Hall quàntic i l'efecte Josephson.

### L'efecte Hall quàntic
L'efecte Hall quàntic, descobert el 1980 pel físic alemany Klaus von Klitzing (1943-), ens permet determinar una resistència {\textstyle R} desconeguda com {\textstyle r'} vegades la relació entre la constant de Planck, {\textstyle h} i el quadrat de la càrrega elemental, {\textstyle e}:
{\displaystyle R=r'{\frac {h}{e^{2}}}}
L'efecte Hall és un fenomen segons el qual si una placa o una cinta conductora o semiconductora per la qual circula un corrent elèctric {\textstyle I_{1}} uniforme és travessada perpendicularment per un camp magnètic d'intensitat {\textstyle B}, també uniforme, s'hi genera una tensió o diferència de potencial {\textstyle V_{1}} perpendicular a {\textstyle I_{1}} i {\textstyle B}. L'efecte Hall quàntic és l'efecte Hall que es dona en electrons confinats en un semiconductor, sotmesos a baixes temperatures i a intensos camps magnètics.

### L'efecte Josephson
L'efecte Josephson, descobert el 1962 pel físic britànic Brian David Josephson (1940-), consisteix en el pas de corrent elèctric a través de dues peces de superconductor separades per una capa fina de material aïllant, i permet determinar un voltatge desconegut {\textstyle V} com un múltiple adimensional, {\textstyle v'} d'una combinació de la constant de Planck {\textstyle h}, la càrrega elemental {\textstyle e} i un freqüència d'oscil·lació {\textstyle f_{J}} mesurable:
{\displaystyle V=v'f_{J}{\frac {h}{2e}}}Perquè es produeixi l'efecte cal mantenir el sistema a una temperatura pròxima al zero absolut, -273,15 °C, a fi que el superconductor presenti una resistència elèctrica gairebé nul·la. El pas de corrent elèctric és afectat per la presència de camps magnètics pròxims. Aquest dispositiu, conegut com a junció Josephson, permet de generar oscil·lacions de freqüència molt elevada i presenta diverses aplicacions pràctiques, alhora que obre noves possibilitats a l'electrònica ja que permet de fer circuits d'alta sensibilitat, capaços de detectar camps magnètics, etc., dins valors baixíssims, inapreciables amb altres sistemes. L'explicació teòrica de l'efecte Josephson es basa en la teoria BCS sobre la superconductivitat, establerta el 1957.

### Relació entre m i h
A l'equació d'equilibri de la balança es pot posar la intensitat en funció de la resistència i de la diferència de potencial (llei d'Ohm): {\textstyle I_{1}=V_{1}/R}:
{\displaystyle mgv=I_{1}V_{2}={\frac {V_{1}}{R}}V_{2}}Les dues diferències de potencial es determinen per l'efecte Josephson i la resistència per l'efecte Hall quàntic. Substituint queda:
{\displaystyle mgv={\frac {v_{1}'f_{J1}{\frac {h}{2e}}}{r'{\frac {h}{e^{2}}}}}{v_{2}'f_{J2}{\frac {h}{2e}}}}
Simplificant queda l'expressió que relaciona la massa amb la constant de Planck i magnituds mesurables:
{\displaystyle m={\frac {v_{1}'v_{2}'f_{J1}f_{J2}h}{r'4gv}}}